# S
S (es, minuskuła: s) – dwudziesta czwarta litera polskiego i dziewiętnasta alfabetu łacińskiego. Oznacza zwykle w danym języku spółgłoskę przedniojęzykową szczelinową bezdźwięczną, np. [s].
Nazwę tej litery w języku polskim wymawia się es.

## Inne reprezentacje litery S
| Sygnalizacja                            | Sygnalizacja       | Sygnalizacja | Język migowy | Język migowy | Język migowy | Alfabet Braille’a |
| flaga Międzynarodowego Kodu Sygnałowego | Alfabet semaforowy | Kod Morse’a  | francuski    | kanadyjski   | polski       | Alfabet Braille’a |
| --------------------------------------- | ------------------ | ------------ | ------------ | ------------ | ------------ | ----------------- |
|                                         |                    | Sⓘ           |              |              | i            |                   |